# Albunea paretii
Albunea paretii är en kräftdjursart som beskrevs av Félix Édouard Guérin-Méneville 1853.
Albunea paretii ingår i släktet Albunea och familjen Albuneidae. Inga underarter finns listade i Catalogue of Life.